# Aasjäger
Ein Aasjäger ist in der Jägersprache jemand, der die Jagd unwaidmännisch oder sogar gesetzwidrig betreibt und sich dementsprechend nicht an das Jagdrecht, die Konventionen der Waidgerechtigkeit bzw. des Tierschutzes hält. Zu den Aasjägern zählt man insbesondere diejenigen, die alles ohne Unterschied jagen und zu töten versuchen, was ihnen vor die Flinte kommt, etwa auch tragende Muttertiere.
Darüber hinaus werden auch diejenigen zu den Aasjägern gezählt, die das Wild leichtsinnig und mit unzureichender Munition oder Waffen beschießen, dabei nicht tödlich treffen und anschließend keine Nachsuche durchführen, so dass das Tier erst nach längerer Zeit verendet und dann zu Aas wird.